# Landais (cheval)
Vous lisez un « article de qualité » labellisé en 2013.
Poney des barthes, Barthais
Le Landais, poney landais, poney des barthes ou Barthais, est une race de poneys originaire du département des Landes, en France. Souvent qualifié de « Pur-sang arabe miniature », le landais est un poney très ancien, à l'histoire riche. Il existe à l'origine deux populations de poneys sauvages dans les Landes, mais seule celle des barthes de l'Adour perdure jusqu'à nos jours, le poney du littoral ayant disparu au milieu du XXe siècle. Le Landais est réorienté vers l'équitation sur poney à destination des enfants durant les années 1970, ce qui assure désormais sa sauvegarde.
C'est un poney harmonieux à la robe sombre et unie, de bon caractère. S'il a perdu en rusticité, il reste adapté à la vie en semi-liberté. Il est monté pour l'équitation de loisir et lors de compétitions pour poneys. Certains représentants de la race ont obtenu des résultats remarquables à l'attelage, en saut d'obstacles et en concours complet. La majorité des éleveurs de landais se trouve désormais hors du berceau de la race. Les nouvelles naissances ont doublé entre 2005 et 2008. Avec moins de 200 femelles reproductrices et une vingtaine d'étalons, le landais reste critiquement menacé de disparition.

## Histoire
Si de nombreux poneys locaux utilisés au travail ont de tous temps existé en France, seules deux races du sud-ouest ont perduré, le Pottok et le poney landais. Ce dernier s'est adapté à la vie dans les marécages des barthes de l'Adour.

### Origine

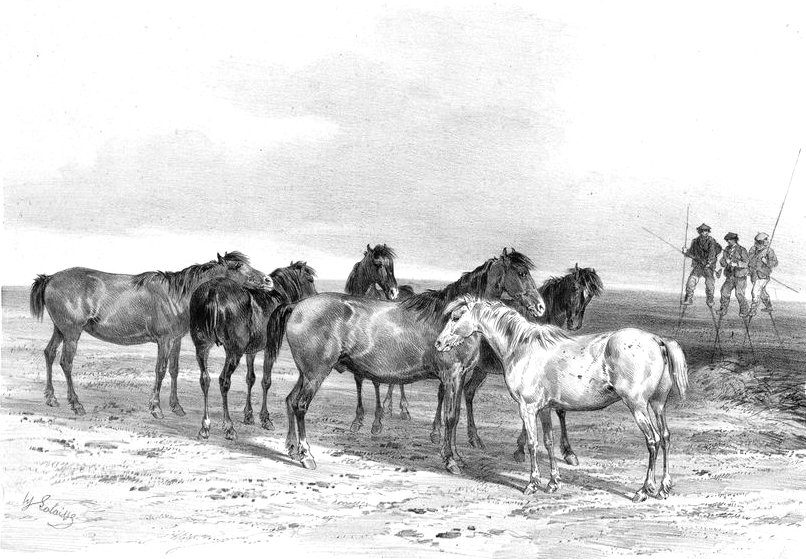
Gravure de poneys landais dans un ouvrage d'Eugène Gayot, 1850

Le poney landais est l'unique race chevaline originaire du département des Landes. Il est toujours présenté comme très ancien (voire d'origine préhistorique puisqu'il n'est pas rare de le lier aux peintures des grottes de Lascaux,). L'origine de tous les chevaux domestiques du monde est établie dans la steppe pontique (d'après une vaste étude publiée dans Nature en 2021), ce qui rend la thèse d'une origine préhistorique invalide. En l'absence d'une étude génétique qui confirmerait la validité de l'une ou de l'autre de ces hypothèses, l'origine du poney landais reste méconnue.
Son ancêtre serait le « Tarpan des steppes », selon l'association nationale de la race,. Le Dr Jacques Sevestre et Elwyn Hartley Edwards évoquent un cheval pyrénéen primitif au profil convexe, plus tard croisé avec l'Arabe. Selon l'association des éleveurs de chevaux d'Aquitaine, la première trace du landais remonte au Ier siècle av. J.-C., avec la mention de guerriers montés fuyant à travers les marécages de la région.
À l'instar de nombreuses autres races françaises, les invasions musulmanes du VIIIe siècle sont également citées comme point d'origine de ces petits chevaux par certains éleveurs, du moins l'influence de croisements est-elle évoquée. Il y aurait reçu des infusions de sang arabe, espagnol et barbe dues à l'abandon de nombreux chevaux par la cavalerie d'Abd al-Rahman, défaite à Poitiers et aux invasions successives.

### DuXIXeau début duXXe

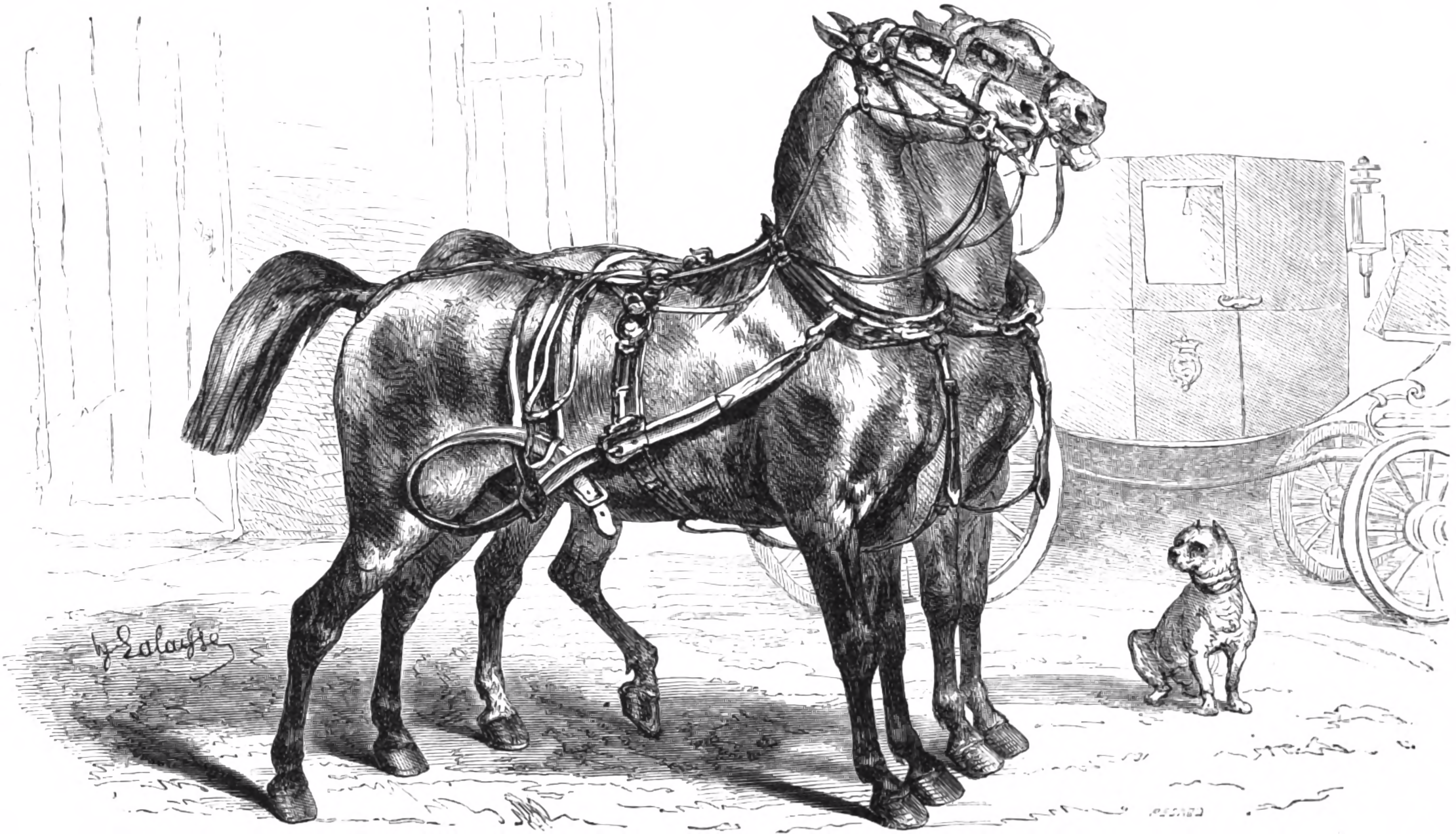
Chevaux landais dans l'étude sur l'exposition de 1867.

Un inspecteur des forêts du XIXe siècle, M. Grandjean, salue les qualités de ces petits chevaux rustiques doués « d'une résistance, d'une agilité et d'une sobriété peu communes, très appréciables dans ce sable mou où le pied s'enfonce à chaque pas ». Jacques Sargos décrit leur mode de vie d'époque. Chaque métairie des Landes possède deux à six poulinières. En Chalosse, le propriétaire confie au métayer la reproduction des juments. Ces juments vivent en semi-liberté, parfois entravées et disposent d'un abri nommé « borde », cabane à toiture de chaume ou de brande. Elles produisent le fumier nécessaire aux cultures. Elles ne sont pas nourries par l'homme en hiver et pâturent toute l'année. Peu d'éleveurs nourrissent leurs bêtes avec de la seigle et du son, car cela a la réputation de leur donner de l'embonpoint. Dans son encyclopédie, Jules Trousset en décrit beaucoup dans l'arrondissement de Bazas et la lande de Bordeaux. Leur taille flotte entre 1,20  et   1,30 m, ils sont « sobres, nerveux, sûrs, très-recherchés pour le service de la selle ».
Les poneys des pins qui vivent sur le littoral évoluent en liberté dans des troupeaux sauvages, mais les animaux d'un même troupeau appartiennent à différents propriétaires. En l'absence de clôture, ils se déplacent à leur gré et ne reçoivent jamais de complément de nourriture. De ce fait, ils se nourrissent d'extrémités de tiges d'ajonc en hiver. Au XVIIIe siècle, ces chevaux sont influencés par du sang arabe et au début du XXe siècle par du Pur-sang. Des croisements entre les deux souches du poney landais ont existé. Les deux populations de poneys sont estimées autour de 2 000 individus au total, au début du XXe siècle.

### Déclin
Originellement, deux populations de poneys ont longtemps coexisté dans les Landes et évolué différemment. Alors que ces poneys vivent là depuis des siècles, le manque d'intérêt économique à la poursuite de leur élevage les conduit à l'extinction.

#### Poneys des pins
Le poney des pins, ou Lédon, vit sur la côte dans l'actuel département de la Gironde. Il possède un corps fin et vit dans les dunes de sable du littoral. Son biotope a nettement évolué, passant de l'état de lande rase baignée de quelques rivières au début du XVIIIe siècle à une pinède parsemée de lacs et d'étangs, sous l'influence de l'homme. Les fétuques, les canches, la scirpe des marais et l'avoine pubescente forment alors la principale ressource alimentaire de ces poneys, les sources naturelles d'eau douce et les marais sont encore fréquents. Avec la plantation des pins, ces poneys se nourrissent des pousses. La population ne cesse de diminuer en raison de la chasse au XIXe siècle. Au début du XXe siècle, seuls trois troupeaux perdurent. Ces poneys disparaissent entièrement après la Seconde Guerre mondiale. L'automobile et l'absence de clôtures sont les causes directes de leur disparition.

##### Troupeau de Porges
Un troupeau évolue près du Porges, sur la côte du Médoc et compte 30 à 35 têtes avant sa disparition. La raison officielle de la dissolution de ce troupeau est la fuite d'une jument de trait mise au repos, qui aurait entraîné tous les poneys dans son sillage et dévasté ainsi de nombreuses terres cultivées. Le troupeau est capturé dans un corral grâce à un avion et vendu aux enchères en 1913.

##### Troupeau de Vendays
Le second est aux alentours de Vendays et vit dans les lèdes (des dépressions humides bordant les dunes). Tout comme le précédent, il reste toute l'année en liberté et ne reçoit aucune nourriture de la main de l'homme. Leur propriétaire étant inconnu, ces poneys sont capturés en cas de besoin avec un piège nommé baracq, consistant en un corral déployé sur leur chemin. En 1944, bon nombre d'entre eux meurent sur les mines posées le long de la plage par les Allemands. Ceux qui restent sont fréquemment abattus pour servir de nourriture à bas coût. En 1953, les huit poneys survivants sont dispersés en raison d'un accident mortel à la suite d'une collision avec une automobile.

##### Troupeau de Contis
Le troisième troupeau fréquente les alentours du marais de Contis. Les habitants locaux surnomment ces poneys « chevaux de braou » (braou désignant le marais dans le patois local). Sauvage jusqu'à la fin du XIXe siècle, ce troupeau devient semi-sauvage à la suite d'un arrêté du maire de Saint-Julien-en-Born qui, choqué par les fréquentes morts de poulains en hiver, impose aux propriétaires de ces poneys de les abriter à la mauvaise saison. De ce fait, chaque année à la fin du mois de novembre, un rassemblement de bêtes est organisé et ils sont parqués dans des enclos puis dans des parcs, où chaque propriétaire récupère son animal. Du foin leur est distribué, ce qui a la réputation de les rendre plus dociles et donc plus faciles à vendre. Quand revient le printemps, étalons et juments sont relâchés dans le marais, à raison de deux étalons pour quarante juments. Les mises bas ont surtout lieu au printemps.
En 1908, un journaliste se fait dire qu'un millier de ces poneys vivent près de Saint-Julien-en-Born et de
Lit-et-Mixe. Le maire de Saint-Julien-en-Born en recense 70 en 1930, 50 en 1950 et seulement 10 en 1960. D'après lui, les propriétaires se débarrassent de leurs chevaux car en l'absence de clôture, ils sortent du marais et se nourrissent dans les champs et les jardins, ce qui leur cause des ennuis. Les accidents causés par des collisions avec des véhicules motorisés la nuit sont une autre raison.

#### Poneys des barthes

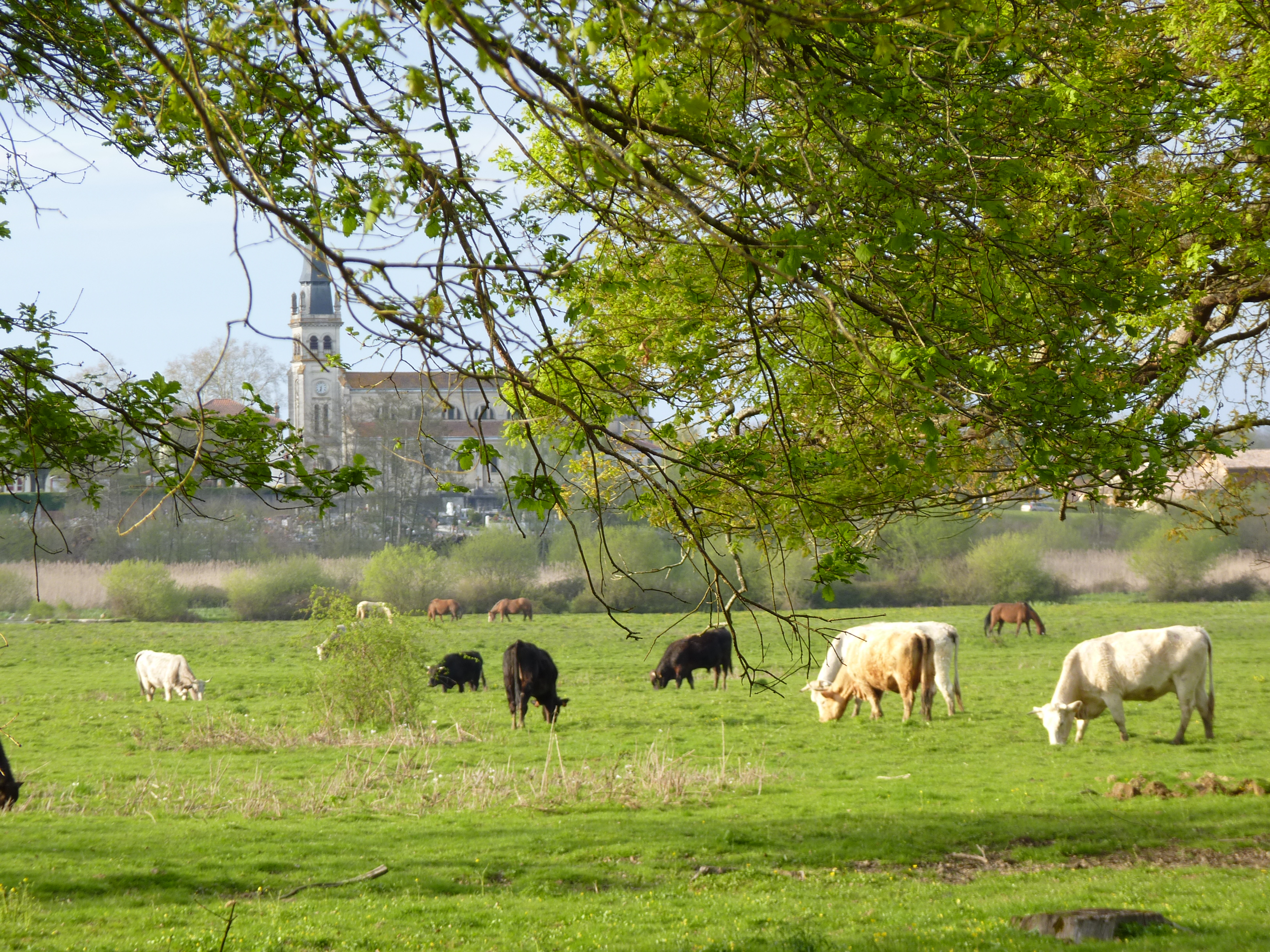
Bétail et chevaux dans les barthes de l'Adour.

Le poney barthais forme la souche du poney landais actuel. Plus épais que le poney des pins, il vit à l'intérieur des terres, dans les prairies et les marécages bordant l'Adour. Son aire d'origine comprend les rives de l'Adour et le Luy, vers Pontonx-sur-l'Adour. Au contraire du précédent, son biotope est constitué de landes et de bois mais aussi de terres fertiles cultivées. Les barthes sont les prairies naturelles qui bordent l'Adour. Les débordements de la rivière permettent d'irriguer ces terres. Les poneys affectionnent aussi les bois de chênes des alentours et s'y nourrissent de glands. Le poney landais de cette région est croisé à des chevaux arabes vers 1913,.
Au milieu du XXe siècle, il vit en amont et en aval de Dax. Il n'est pas laissé en totale liberté puisqu'un contrôle est exercé sur la reproduction. Les poulains mâles sont séparés du troupeau à deux ans au plus tard et les métayers surveillent régulièrement l'état de leurs troupeaux. Moins sauvages que les poneys des pins, certains barthais répondent à l'appel de l'homme. Le 21 juin 1951, M. Mézerac fournit une première description du type de ce poney fin à la robe foncée, de moins de 1,35 m de haut. Il possède une tête fine et sèche, de petites oreilles pointues et mobiles, une crinière longue, un garrot bien sorti, un dos et des reins courts et droits, et une queue attachée bas. La couleur de robe recommandée est le bai foncé.
Les poneys barthais connaissent un déclin similaire à celui des poneys du littoral, passant de 700 individus avant la Première Guerre mondiale à 200 en 1952, selon la chambre d'agriculture des Landes. Un instituteur de Pey répertorie 300 poneys en 1900. En 1970, il ne reste que 50 juments et deux étalons dans le berceau de race, ainsi qu'une cinquantaine de poneys dans l'angevin. Les poneys sont précisément recensés et marqués à partir de 1944. De six ou huit étalons landais en 1950, le cheptel passe à seulement deux en 1961, puis un seul étalon en 1966, nommé Couscous. Aucun poney landais n'est stationné dans les haras nationaux. L'attitude des haras au début du XXe siècle, considérant qu'il faut croiser les chevaux pour avoir de beaux produits, a sans doute contribué au déclin de la race. De plus, les progrès induisant la fin de la traction hippomobile ont poussé les éleveurs des Landes à croiser leur cheptel avec des chevaux lourds destinés à la boucherie, notamment le trait breton, pour obtenir des animaux plus rentables. Les croisements avec d'autres races ont été nombreux après 1946. Alors que la race landaise ne compte plus qu'un unique étalon reproducteur (en 1967), le plan de sauvegarde se met en place.

### Sauvegarde
Les éleveurs sont investis dans la sauvegarde de la race, mais attachent de l'importance aux débouchés et à la rentabilité de leur élevage.

#### Premiers recensements
La première tentative de sauvegarde remonte à 1951, avec la création du Syndicat d'élevage du poney barthais qui définit le type de la race et organise un premier concours, ainsi que des recensements de femelles marquées au fer rouge. L'initiative ne perdure pas en raison de la baisse de la valeur marchande des poneys, croisés pour devenir des animaux de boucherie. La véritable survie de la race est due au Dr Soulé. Il acquiert sept femelles en 1966 et fonde l'Association française du poney landais avec quelques éleveurs de la région. Le renommage de la race vise à mieux la situer géographiquement, les barthes de l'Adour étant moins connues du public que le département des Landes.
Le poney landais doit sa survie à ce groupe d'éleveurs, qui en 1967 (soit plus tôt que pour la majorité des plans de sauvegarde de races animales domestiques en France) décide de sauver les derniers descendants de la race. Le recensement des animaux correspondants au type originel permet de retenir une cinquantaine de poneys, dont certains en dehors du berceau, en Maine-et-Loire et en région parisienne. La démarche est similaire aux plans de sauvegardes de toutes les races animales à faibles effectifs. Le nombre d'étalons reproducteurs landais est seulement de quatre, avec Couscous (né en 1958), Caïd (né en 1959), Troubadour (né en 1962) et Sire de Ligne (né en 1960). Malgré l'agrément de tous les fils de Couscous pour la reproduction, ce dernier a dû saillir ses propres filles et ses demi-sœurs, entraînant une forte consanguinité.

#### Croisements avec le Welsh et l'Arabe

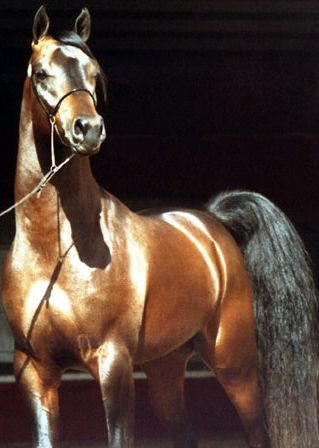
Des chevaux arabes de robe foncée, comme celui-ci, ont été croisés avec des poneys landais afin de lutter contre la consanguinité de la race.

Ce plan de sauvegarde ne suit pas de programme ou d'étude scientifique. À cause du taux de consanguinité et de la menace d'extinction qui pèse sur la race, il est décidé conjointement (le 7 juin 1967) avec le directeur du haras de Pau de croiser des chevaux Arabes et des poneys Welsh B,. Les étalons choisis sont le Welsh des haras nationaux Springbourne Care Not (en 1971) et l'étalon Arabe national In Chaalah, pour leur taille et l'absence de robe grise. Le croisement avec Springbourne Care Not donne d'intéressants résultats en ce qui concerne l'utilisation sportive de la race. Deux ans plus tard, l'étalon Iricho, autorisé en croisement, donne lui aussi une lignée intéressante. D'autres étalons arabes bais, Pomerant, Saïd d'Espiens et Slowski Polski, influencent aussi la race bien que les deux derniers n'aient pas fait naître à leur tour d'étalon reproducteur. Ces étalons de croisement sont choisis sur leur taille et leur robe, la rusticité et le caractère n'entrent pas en ligne de compte.
Le Dr Soulé s'occupe des modifications du standard de la race, en 1971, il est officialisé et le stud-book est approuvé le 15 novembre 1971. Il augmente la taille maximale acceptée à 1,42 m et autorise des robes plus claires. Il définit aussi deux livrets, le A pour les poneys de moins de 1,35 m conformes au type historique et le B pour ceux qui vont jusqu'à 1,42 m et qui sont issus de croisements avec des Welshs et des Arabes. Le nouveau standard de la race précise désormais que la tête est « arabisée ». Il définit également le berceau d'élevage, situé dans la vallée de l'Adour et au confluent du Luy. Jusqu'en décembre 1971, tous les poneys correspondants au standard de la race et dont l'ascendance landaise peut être prouvée sont inscriptibles à titre initial au stud-book, qui est ensuite limité aux poneys provenant du berceau de race.

### Depuis les années 1970
Le livret A est réservé aux poneys de plus de 1,18 m mais de moins de 1,35 m ayant plus de 75 % de sang landais et le B pour ceux qui vont jusqu'à 1,48 m, ayant entre 50 et 75 % de sang landais. La sélection porte depuis sur l'homogénéisation de la race. À partir de 1999 et jusqu'en 2003, le standard est rendu plus concis mais la classification des poneys au livre A ou B de la race demeure, suivant le pourcentage de sang landais. La taille reste aussi très importante, les poneys étant mesurés à trois ans pour déterminer leur appartenance à l'un ou à l'autre des livrets. L'inscription à titre initial est maintenue, mais le berceau de race n'entre plus en compte. Ces mesures visent à respecter le standard de la race tout en la gardant suffisamment ouverte aux apports de sang extérieurs pour la prémunir contre la consanguinité.
Les éleveurs rencontrent toutefois des difficultés pour renouveler les courants de sang, à la fin du XXe siècle, l'agrément des nouveaux étalons reproducteurs par le haras national de Gelos est suspendu et à part Démon Landais, les étalons nationaux sont peu appréciés.

#### Orientation vers l'équitation sur poney
La période des années 1970 et 1980 coïncide avec la démocratisation de l'équitation et des prémices du développement rapide de l'équitation sur poney. Le poney landais devient le complice des enfants aussi bien pour la compétition que pour le loisir. Le standard défini par les deux livrets évolue, la taille acceptée pour le landais augmente jusqu'à 1,48 m pour favoriser les compétitions. En compétition sur poney, les landais appartiennent principalement aux catégories B (1,07  à   1,30 m) et C (1,30  à   1,40 m). Seuls les enfants de moins de 14 ans peuvent monter des poneys B en championnat et ceux de moins de 16 ans les poneys C. La demande est plus forte sur les poneys D (1,40  à   1,48 m), rares parmi la race landaise, ce qui la pénalise en comparaison des autres poneys de sport. Certains éleveurs souhaitent sélectionner la race pour faire naître des poneys plus grands, d'autres défendent le type originel. C'est pourquoi, en 1993, l'Association nationale du poney landais (ANPL) est scindée, avec la création du Syndicat de l'élevage du poney landais des barthes (SEPLB), qui désire garder une taille moyenne de 1,30 m. Cette démarche étant similaire à celle des éleveurs de Pottoks, l'Association française des éleveurs de Pottok de type original rejoint la SEPLB et fonde avec elle la Fédération française des éleveurs de poneys de races françaises de type original le 14 juillet 1994.

#### Évolution des effectifs
Le nombre d'étalons landais augmente régulièrement, malgré un petit recul dans les années 1980. En 1997, le Landais fait partie des races de chevaux dont les éleveurs peuvent bénéficier de la « Prime aux races menacées d'abandon » (PRME), d'un montant de 100 à 150 €. Cependant, le nombre d'étalons est divisé par deux entre 1998 et 2002. Les effectifs de ce poney restent faibles, les landais ne représentent que 1 % du total des poneys élevés en France en 1999. En 2001, la consanguinité est préoccupante car les reproducteurs sont trop peu nombreux. Une autre source de problèmes est l'arrêt d'élevages dont les propriétaires sont âgés et partent à la retraite. Le nombre de poulinières a nettement baissé au début des années 2000 et les éleveurs sont dépendants des subventions de l'état français pour la conservation des races menacées. Pour faire remonter les effectifs, un programme d'élevage est mis en place et permet une importante remontée des naissances jusqu'en 2007. Le poney landais a aussi été pris en charge jusqu'en 2007 par le programme européen Equisave, visant à préserver les races régionales menacées des pays européens proches de l'Océan Atlantique. Une étude génétique menée en 2008 en partenariat avec l'INRA considère néanmoins toujours la race comme « en voie de disparition », ainsi que quatre autres races françaises. Elle suggère que le poney landais devrait être placé en conservation prioritaire afin de maintenir au maximum la diversité génétique des effectifs français.

## Description

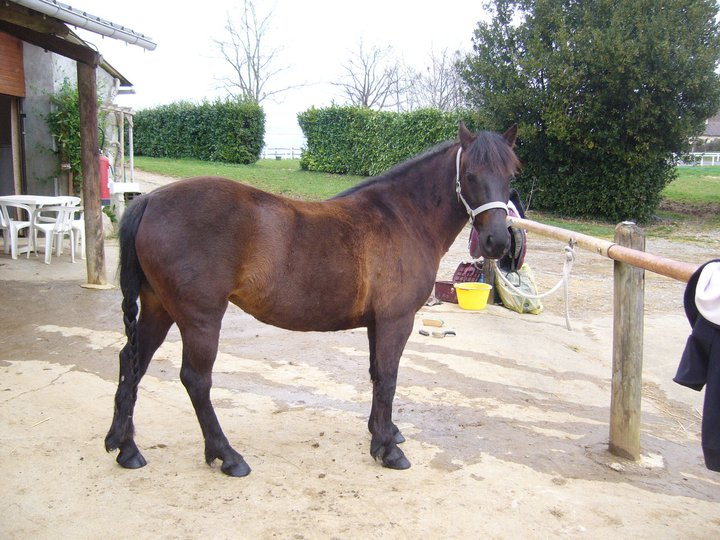
Ninja du Cassou, ponette landaise au modèle.

Le poney landais est souvent qualifié de « Pur-sang arabe miniature »,, en effet, avec les croisements, la race s'est nettement « arabisée ». Il possède un type de poney de selle d'allure noble, à l'encolure bien dirigée et à la croupe simple. La taille au garrot va de 1,18  à   1,48 m, avec une moyenne de 1,35 m, cette fourchette de taille relativement importante s'explique par les croisements et un manque d'homogénéité.

### Morphologie

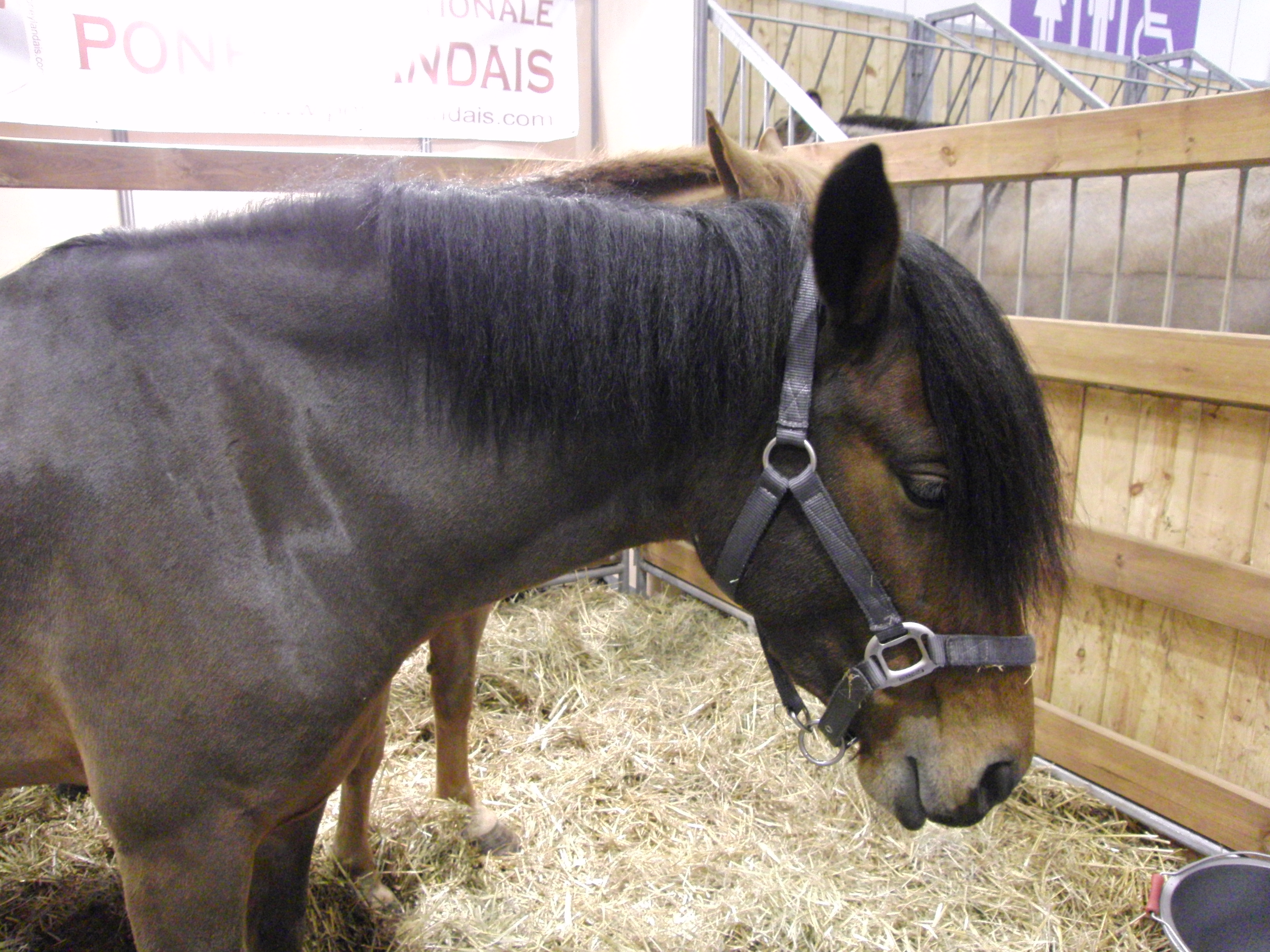
Tête d'un poney landais au Salon international de l'agriculture de 2014.

C'est un poney à la morphologie de petit cheval, élégant et harmonieux. Le landais possède une petite tête carrée fine et sèche, bien ciselée et bien attachée, au profil rectiligne. Elle est proche de celle de l'Arabe, large au niveau de ses grands yeux expressifs et très écartés. Les joues ne sont pas empâtées et la tête est surmontée de petites oreilles pointues.

#### Avant-main et dos
Son encolure est bien orientée, longue, arquée et forte, large à sa base, fondue avec un garrot bien sorti,. La longueur de rêne très correcte compense de possibles faiblesses des épaules. L'épaule est oblique, mais souvent lourde, le poitrail est ouvert, le dos court, porteur et rectiligne. Cette ligne du dos parfois trop plate peut rendre problématique la mise en place de la selle, bien que le garrot soit assez relevé. Le poids du corps est généralement porté par l'avant-main, plutôt que par l'arrière-main.

#### Arrière-main, membres et crins
La croupe est courte, ronde, simple et légèrement avalée. La puissance de l'arrière-main des poneys originels a été renforcée par les croisements. Par contre, les croisements avec l'Arabe ont parfois donné à certains poneys une arrière-main trop faible. Les membres sont secs et robustes, le standard de la race exige en effet un tour de canon entre 16,5  et   18 cm, bien que des poneys aux membres plus faibles existent. Les poneys aux coudes fermés manquent d'amplitude dans leurs mouvements. Les pieds ont des sabots solides, et sont bien conformés, héritage des origines sauvages de la race. La queue et la crinière (simple ou double) sont longues et fournies, il n'est pas rare que la queue touche le sol. Elle est habituellement portée assez haut en mouvement,.

### Robe
Les robes admises sont le bai (clair ou foncé), le noir, le bai-brun, l'alezan (y compris alezan brûlé) et le « chocolat »,. Toutes les autres robes (en particulier le gris, l'aubère, le rouan et le pie) sont interdites. Balzanes et marques en tête sont autorisées, mais les yeux vairons ne le sont pas.

### Tempérament et entretien
C'est un poney de bon caractère, intelligent et d'utilisation facile, il ne manque cependant pas de sang, ce qui demande un certain niveau de compétence au cavalier. D'après ses éleveurs, il est à la fois doux et vif.
Animal rustique (bien que la mention de l'adjectif « rustique » ait disparu de sa description officielle), il est habitué à la vie au plein air et s'adapte à tous les climats. Il s'élève dans les barthes de l'Adour, une zone marécageuse où il n'est pas rare que ces poneys pataugent jusqu'aux genoux pour brouter. Les poneys y vivent rarement en liberté toute l'année et sont rentrés en hiver ou lors des inondations,. Certains éleveurs leur tiennent un abri à disposition en semi-liberté, pour qu'ils puissent y rentrer s'ils le désirent. Les jeunes mâles sont écartés des autres poneys pour prévenir les saillies accidentelles. De manière générale, le landais peut vivre en extérieur toute l'année avec un simple complément de nourriture l'hiver. Il est possible de ne pas le ferrer aux membres postérieurs grâce à la bonne qualité de ses pieds, même sur sol dur et en compétition.

### Sélection
L'Association nationale du poney landais, nommée « Syndicat d'élevage du poney landais » depuis 1967 et « Association
française du poney landais » depuis 1969, a pris son nom actuel en 1971. Elle s'occupe de la promotion nationale de la race lors de manifestations et de l'information à son sujet, ainsi que de la tenue du stud-book. La distinction entre livret A et B est désormais plus limitée, ce qui fait que les poneys issus de croisements ne sont plus distingués de ceux de race pure. Les étalons reproducteurs doivent toutefois toujours toiser moins de 1,40 m pour être admis. L'insémination artificielle et l'utilisation de la semence d'un étalon mort sont autorisées pour la reproduction, (pas le clonage), mais dans les faits (vers 2001), la monte en main et la monte en liberté sont largement plus utilisées. L'agrément des étalons reproducteurs est soumis à un examen comprenant des épreuves qui favorisent les animaux sportifs suivant leurs aptitudes en saut d'obstacles, dressage ou encore attelage.
Le problème de la sélection actuelle porte sur le risque de disparition définitive du type originel dans les croisements et la formation du poney français de selle. Les éleveurs doivent choisir entre le modèle sportif de grande taille qui est le plus recherché, ou le poney rustique originel qui doit se trouver de nouveaux débouchés, en entretien de zones protégées ou en attelage de loisir.

## Utilisations
Son endurance fait désormais du poney landais une bonne monture de tourisme équestre pour les randonnées et les promenades et un bon cheval de compétition pour les jeunes. Malgré ses aptitudes sportives, sa morphologie comparable à celles du poney Welsh et sa présence au plus haut niveau de compétition, il reste rare sur les terrains de concours. Les éleveurs traditionnels des barthes de l'Adour n'ont pas possibilité de débourrer eux-mêmes leurs poneys et les vendent à la boucherie avant un an, ou bien à des marchands de chevaux. La majorité des éleveurs vend toutefois ces poneys à l'âge de 3 à 5 ans après débourrage pour des particuliers, des centres équestres, beaucoup plus rarement aux haras nationaux. Ils participent aux concours d'élevage, de modèles et allures (à Mont-de-Marsan et à Dax) et aux cycles classiques poneys, qui permettent une bonne valorisation sur performances, allant jusqu'à dix fois la valeur du poney non débourré si ce dernier atteint la finale.

### Historiques
Le poney landais issu des prairies marécageuses des barthes de l'Adour est utilisé au XIXe siècle pour les menus travaux des champs et les déplacements de commodité en l'absence de routes carrossables. Chaque métairie dispose alors d'au moins une poulinière qui porte les denrées au marché, parfois même le métayer et son épouse en croupe. La hardiesse de ces petits chevaux maigres est soulignée par des auteurs d'époque. Avec la création de routes, ces petits chevaux sont attelés tant par les paysans que par les commerçants de la région, plus rarement ces poneys échoient à des enfants ou sont mis à l'attelage par des châtelains. Des courses d'endurance attelées sont populaires jusqu'au début du XXe siècle et les poneys landais y excellent. Les juments deviennent parfois des « guitères », elles servent de leurre à des chasseurs qui posent leur fusil sur le dos de leurs bêtes et tirent ainsi le gibier. Le poney landais est exploité à plus grande échelle dans les mines du Royaume-Uni, vers lesquelles des troupeaux entiers sont exportés et sert parfois à la récolte des sangsues.

### Attelage

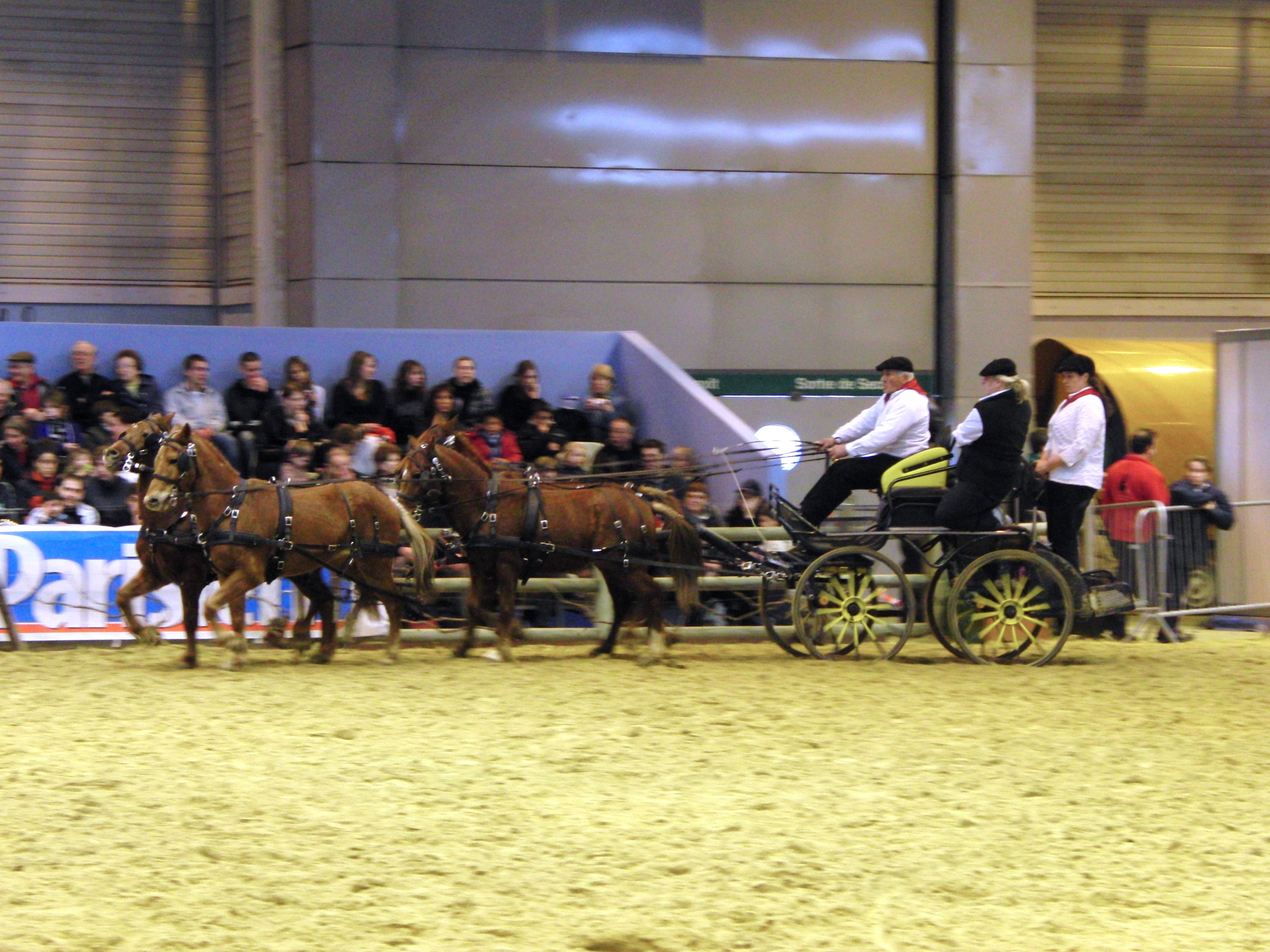
Attelage de poneys landais au salon international de l'agriculture de Paris en mars 2010.

Le landais est un excellent poney attelé et un remarquable trotteur, y compris sur les hippodromes. Il bénéficie d'une très ancienne sélection pour l'attelage. Plus d'un auteur ancien relate les performances de ce petit cheval. Il est favorisé par la régularité et la rapidité de ses allures, ainsi que son endurance. Friquet, un landais bai de 1,26 m, a parcouru un kilomètre en 2,11 min. Les performances de Petit Faust, un alezan testé sur une piste de trot, ont elles aussi été signalées pour la brillance et la régularité des allures, en deux minutes sur un kilomètre.
Le record de la race appartient à Jongleur, un étalon privé de 1,34 m qui, en 1979, a parcouru un kilomètre au trot en 1,466 min sur l'hippodrome d'Arras. Ce même Jongleur est devenu le champion de France d'attelage à un poney en 1981 et 1982. Il renouvelle un exploit le 14 avril 1985, en reliant les 100 kilomètres qui séparent Fontainebleau de Chartres en six heures et vingt-deux minutes, soit une moyenne de 15 km/h. La race continue à s'illustrer dans les disciplines de l'attelage et du trot attelé grâce à des champions comme Takirou (en 1988) et Duc de Pouy, quatrième du championnat de France d'attelage. Kadence de Pouy est devenu vice-champion du monde de marathon attelé en 2007 et 3e à l'international de Saumur.

### Concours complet
C'est en particulier en concours complet d'équitation, avec la participation de Crac Landais aux championnats d'Europe de 1999,, que le poney landais s'illustre. Ses qualités sont très appréciées pour les trois disciplines du complet, en particulier sur le cross qui demande de l'endurance, de la franchise et une bonne classe de galop. Les champions de la race incluent Vent des Landes, qui a participé à deux championnats d'Europe et plusieurs concours internationaux et le poney de Grand Prix Crac Landais. Rêve Landais est devenu champion de France en 2001,. De nombreux poneys de la race finissent régulièrement classés.

### Dressage et saut d'obstacles
Il s'illustre aussi en saut d'obstacles, les enfants l'apprécient grâce à sa docilité plus grande que chez la majorité des poneys anglais ou très proches de l'Arabe. Les poneys de moins de 1,30 m peuvent être montés par de jeunes enfants en compétition. La race s'est distinguée au championnat de France de la discipline en 1991, grâce à Hardi Petit (quatre fois champion de France) et Hardi, devenu champion de France à l'âge avancé de 20 ans. Démon Landais a été trois fois finaliste du championnat de France des quatre, cinq et six ans en cycle classique, dont vice-champion de France en 1995. Babette Landaise a été vice-championne de France de CSO en 2000. En 2007, l'étalon national Hardi Landais a obtenu d'intéressants résultats en se distinguant par son fort coup de saut.
Bien qu'aucun représentant de la race n'ait atteint les plus hauts niveaux en compétition de dressage, le poney landais est favorisé par son caractère et ses allures amples, régulières et toniques, tout comme par son aspect plus proche du cheval en modèle réduit que du poney. Fandago de Pouy a été vice champion de France en dressage cycle classique des quatre ans à Fontainebleau. Colonel Landais, un fils de Jongleur, a brillé en dressage C1.

### Autres utilisations
Un auteur du milieu du XXe siècle raconte de manière élogieuse les deux étapes de 25 km qu'il a effectuées depuis Saint-Julien-en-Born avec des ponettes landaises, dont une croisée Arabe ou Anglo-arabe, la seconde de pure race. De nombreux auteurs anciens ont reconnu l'endurance de la race : en 1976, le poney landais « Dragon » fait un tour de France de 3 000 km en cent jours, avec cent kilos de chargement (bagages et cavalier). L'étalon Dagobert a terminé la première course d'endurance de Florac en 1976 à raison de 117 km en 9 heures. En équitation de loisir et d'instruction, le poney landais peut être employé en centre équestre et les plus grands sujets sont capables de porter des adultes sans problèmes. Enfin, c'est un poney adapté aux zones de pâture humides et de ce fait, il est employé avec succès comme tondeuse écologique dans des réserves naturelles, notamment à la Réserve naturelle nationale de l'Étang de Cousseau en Gironde, où des poneys transhument depuis 1990, ou encore à la Réserve naturelle nationale du Marais de Bruges.

## Diffusion de l'élevage

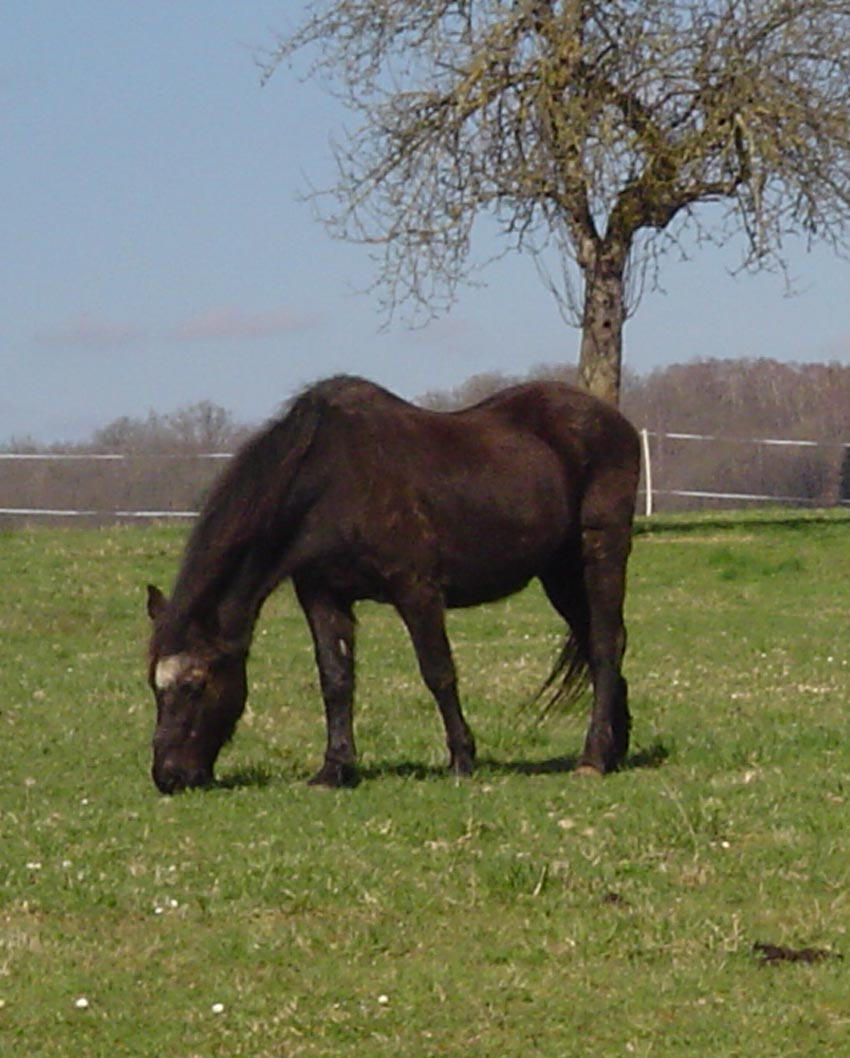
Princesse, ponette landaise, dans son pré.

Le poney landais est considéré comme une race locale en danger critique d'extinction (statut « C » de la FAO),. Les éleveurs sont principalement des retraités utilisant les prairies communales avec peu de moyens, ou bien des éleveurs récents, y compris hors berceau, qui valorisent leurs produits. Par ailleurs, l'ouvrage Equine Science (4e édition de 2012) le classe parmi les races de poneys peu connues au niveau international. En 2023, il reste considéré par l'Institut national de recherche pour l'agriculture, l'alimentation et l'environnement (INRAE) comme une race chevaline française menacée d'extinction.
Les populations de poneys landais sont situées principalement dans la circonscription de Pau et dans le berceau de race, le département des Landes, mais on trouve des landais dans toute l'Aquitaine, en Midi-Pyrénées, en région parisienne, en Bretagne et dans la région Centre-Val de Loire. Le berceau d'élevage initial, défini en 1971 dans le livre généalogique, comprend les cantons de Tartas-Bégaar, Pontonx-sur-l'Adour, Saint-Jean-de-Lier, Dax-Candresse, Heugas, Mées, Oeyreluy, Rivière, Saint-Vincent-de-Paul, Saubusse, Siest, Herm, Tethieu, Yzosse, Peyrehorade-Orist, Pey et Saint-Étienne-d'Orthe. Les élevages sont généralement de petite taille, comptant moins de cinq poulinières.
En 2000, seuls treize éleveurs de poney landais produisent dans le berceau de la race. On dénombre 40 éleveurs de ces poneys en activité en France en 2008.

### Effectifs
En 2011, on recense 52 naissances de poneys landais, soit 1 % du total des naissances de poneys. 95 ponettes landaises ont été saillies dont 80 pour produire en poney landais. On compte également 26 étalons landais en activité cette même année.
| Année                          | 1976 | 1980 | 1984 | 1985 | 1988 | 1990 | 1992 | 1995 | 1996 | 2000 | 2004 | 2005 | 2006 | 2007 | 2008 | 2009 | 2010 | 2011 | 2012 | 2013 |
| ------------------------------ | ---- | ---- | ---- | ---- | ---- | ---- | ---- | ---- | ---- | ---- | ---- | ---- | ---- | ---- | ---- | ---- | ---- | ---- | ---- | ---- |
| Nombre de naissances en France | 26   | 45   | 73   | 72   | 49   | 54   | 61   | 75   | 74   | 78   | 38   | 34   | 45   | 55   | 66   | 63   | 53   | 54   | 54   | 36   |

Les femelles landaises capables de se reproduire étant moins de 170 sur toute la fin du XXe siècle, cela place le poney landais dans la catégorie des races à très faibles effectifs. En comparaison, les Pottoks et Mérens ont vu leurs effectifs augmenter six fois plus que le landais.
Ce poney reste menacé d'extinction, la race est tombée à une trentaine de naissances annuelles vers 2005 mais en 2009, grâce à la mobilisation d'éleveurs passionnés, ce chiffre a doublé. Cette désaffection au début du XXIe siècle s'explique aussi par un phénomène de mode, le poney français de selle éclipsant nettement le poney landais sur les terrains de concours.

### Communication
Le poney landais souffre d'un manque de communication. Les éleveurs comptent beaucoup sur le bouche à oreille, et l'association de race est limitée financièrement. Cela rend le landais peu présent sur les grands événements nationaux et internationaux, comme le salon du cheval de Paris ou le salon de l'agriculture, mais également dans la presse spécialisée. De ce fait, l'association des éleveurs dispose de peu de pouvoir décisionnel.
Depuis la création de la SFET (Société Française des Equidés de Travail), l'Association Nationale du Poney Landais a pu bénéficier de ses ressources financière et en communication pour se faire connaitre.
Grâce  à différentes actions valorisées financièrement, l'Association a développé un plan d'aide à la production de Poney Landais destinée aux éleveurs du Berceau avec le soutien du département des Landes mais aussi hors berceau sur ses fonds propres.
Sa participation annuelle au Salon International de l'Agriculture et ses victoires répétées depuis 2018 au Trophée des Chevaux de Territoire ont permis de mettre ce petit poney en lumière.
Le National de Race 3° week-end d'aout regroupe depuis 2022 près de 100 animaux venus de toute la France.